# Merluccius hernandezi
Merluccius hernandezi (Mathews, 1985) è un pesce osseo marino appartenente alla famiglia Merlucciidae.

## Distribuzione e habitat
Endemico del golfo di California.
Fa vita epipelagica e mesopelagica sulla piattaforma continentale, in mare aperto e sui seamounts. Vive fino a 300 metri di profondità.

## Descrizione
Questa specie è molto affine al nasello mediterraneo ed europeo (Merluccius merluccius) e il suo aspetto è molto simile.
Questa specie ha una taglia piccola.

## Biologia
Praticamente ignota.

## Tassonomia
Questa specie in precedenza era considerata un sinonimo di Merluccius angustimanus. La validità della specie è ancora in discussione.

## Pesca
Merluccius hernandezi non ha importanza economica e viene sfruttato dalla pesca commerciale solo localmente attraverso una modesta attività di pesca a strascico.

## Conservazione
I dati sullo stato delle popolazioni non sono noti, di conseguenza la IUCN non ha inserito la specie in una categoria di minaccia.